# Zentrales Fahrzeugregister
Das Zentrale Fahrzeugregister (ZFZR) ist eines der vier zentralen Register, die das Kraftfahrt-Bundesamt (KBA) in Flensburg-Mürwik führt.
Außer diesem Register führt das Kraftfahrt-Bundesamt noch das Zentrale Fahrerlaubnisregister (ZFER), das Fahreignungsregister (FAER) und das Fahrtenschreiberkartenregister (FKR).
Die rechtliche Grundlage für das Führen des ZFZR ist § 31 StVG.

## Inhalte des Registers
Im ZFZR werden die Daten aus der Zulassungsbescheinigung eines Kraftfahrzeugs gespeichert.
Dazu zählen:
- Personendaten des Fahrzeughalters
- Fahrzeugdaten
- Zulassungsdaten wie Erstzulassungsdatum oder Umschreibungsdatum

Die Inhalte des ZFZR sind in § 33 StVG festgelegt.
Diese Daten werden im Rahmen einer Neuzulassung von der jeweiligen Zulassungsbehörde erfasst und über das ZEVIS an das KBA übermittelt. Änderungen an diesen Daten werden im Rahmen einer Besitzumschreibung oder Außerbetriebsetzung von Zulassungsbehörden vorgenommen und ebenfalls an das KBA übermittelt. Außer Zulassungsbehörden dürfen Versicherungsunternehmen auf das ZFZR schreibend zugreifen, um Versicherungskennzeichen zu erfassen und zu verändern. Im Fall von Diebstahl oder Fahrzeugrückrufen können auch Suchvermerke im ZFZR gespeichert werden.
Nach Angaben des KBA enthielt das ZFZR im Januar 2022 67,7 Millionen Fahrzeuge.

## Zugriffsberechtigung
Folgende nationale Gruppierungen dürfen auf die Daten des ZFZR schreibend zugreifen:
- Zulassungsbehörden
- Versicherer (für Versicherungskennzeichen)

Folgende nationale Gruppierungen dürfen auf die Daten des ZFZR lesend zugreifen:
- Zulassungsbehörden
- Bußgeldbehörden
- Polizeibehörden
- Zollbehörden
- Gerichte
- Versicherer
- Finanzbehörden
- Privatpersonen (Zugriff nach § 39 StVG[4] eingeschränkt)

Der erlaubte Zweck dieser Halterdatenanfragen ist in § 32 StVG festgelegt.

## Europäischer Halterdatenaustausch
Seit dem 7. November 2013 dürfen im Rahmen der Richtlinie 2011/82/EU – jetzt neu Richtlinie (EU) 2015/413 – für die folgenden acht Verkehrsverstöße Halteranfragen in das europäische Ausland gestellt werden:
- Geschwindigkeitsübertretungen
- Verstöße gegen die Sicherheitsgurt-Anlegepflicht
- Überfahren eines roten Lichtzeichens (rote Ampel)
- Trunkenheit im Straßenverkehr
- Fahren unter Einfluss von berauschenden Mitteln
- Verstöße gegen die Schutzhelm-Tragepflicht
- unbefugte Benutzung eines Fahrstreifens
- rechtswidrige Benutzung eines Mobiltelefons oder anderer Kommunikationsgeräte während des Fahrens

Die Anfrage wird über das EUCARIS (European Car and Driving License Information System) an die europäischen zentralen Verkehrsregister gestellt. Die deutsche Kontaktstelle ist das KBA.
Das Kraftfahrt-Bundesamt darf seit 31. August 2013 (Einfügung des § 37b StVG) Halterdaten an anfragende Stellen der Mitgliedstaaten übermitteln, wenn dies zur Verfolgung der oben genannten Verkehrsdelikte erforderlich ist. Schon vorher durften die Registerbehörden nach § 37 StVG vorhandene Registerdaten an ausländische Stellen übermitteln.
Das Verfahren für den europäischen Halterdatenaustausch wird „CBE“ (Cross Border Exchange) genannt.
Nicht oben genannte Delikte wie z. B. Falschparken werden nach § 37 Abs. 1a StVG an die berechtigte ausländische Behörde übermittelt, sofern ein angemessenes Datenschutzniveau gewährleistet ist.
Zusätzlich werden Halterdaten noch an die Schweiz (Deutsch-schweizerischer Polizeivertrag) und an Norwegen gemäß § 37 Abs. 1 StVG übermittelt. Für beide Länder ist laut dem KBA ein angemessenes Datenschutzniveau gewährleistet.
Für die Schweiz werden Halterdatenauskünfte aus dem ZFZR im automatisierten Verfahren und schriftlichen Verfahren erteilt.
Halterdaten an Nicht-EU-Staaten (ausgenommen Norwegen und Schweiz) werden laut dem KBA nicht erteilt.

## Informationsschreiben in das europäische Ausland
Nach § 27 StVG kann nach dem Erhalten der Halteradresse an die ausländischen Fahrzeughalter ein Informationsschreiben in der jeweiligen Sprache der Zulassung des Tatfahrzeugs gesendet werden.

## Internetbasierte Zulassung / Außerbetriebsetzung
Seit dem 1. Januar 2015 können Fahrzeuge, die seit dem 1. Januar 2015 zugelassen wurden, über ein Internetportal der Zulassungsstellen oder eine zentrale Webseite des KBA außer Betrieb gesetzt werden. Dazu wird die neue Stempelplakette und ein elektronischer Personalausweis und ein Lesegerät benötigt. Dies ist nach Angabe des BMVI der erste Schritt für die internetbasierte Zulassung.